# Litoria latopalmata
Espèce
Synonymes
- Hyla latopalmata (Günther, 1867)
- Hyla palmata Slevin & Leviton, 1956

Statut de conservation UICN

 LC  : Préoccupation mineure
Litoria latopalmata est une espèce d'amphibiens de la famille des Pelodryadidae.

## Répartition

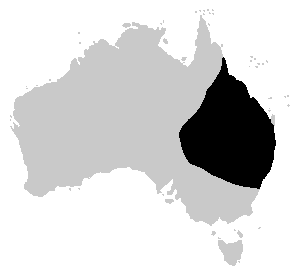
Distribution

Cette espèce est endémique d'Australie. Elle se rencontre tant sur la côte que dans l'intérieur des terres :
- dans le sud-est du Queensland ;
- dans le nord-est de la Nouvelle-Galles du Sud ;
- dans le nord-est de l'Australie-Méridionale.

La zone de répartition de l'espèce est d'environ 1 542 000 km2.

## Description
Les mâles mesurent de 29 à 39 mm et les femelles de 36 à 42 mm.

## Galerie

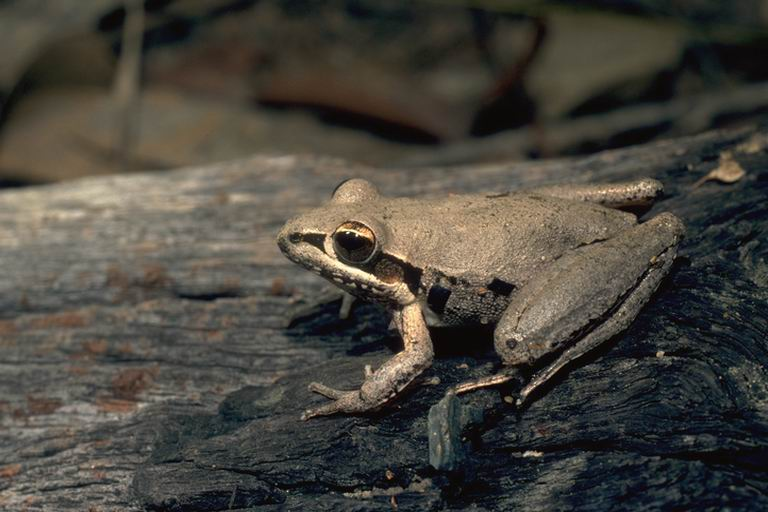
Litoria latopalmata
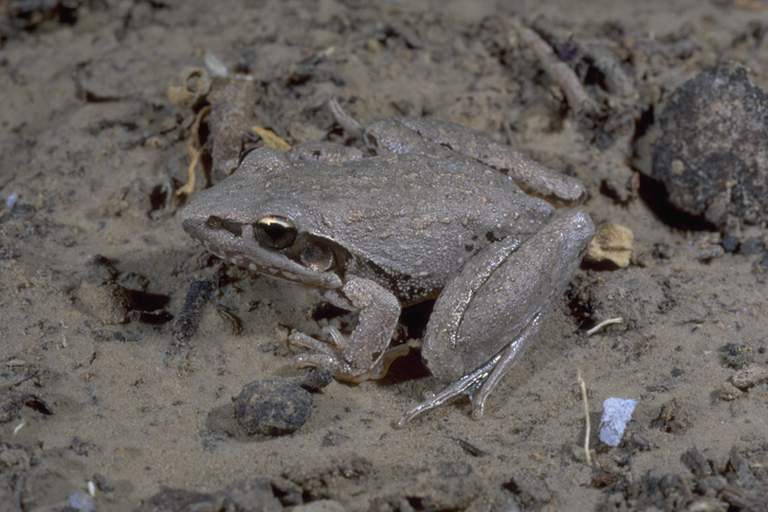
Litoria latopalmata
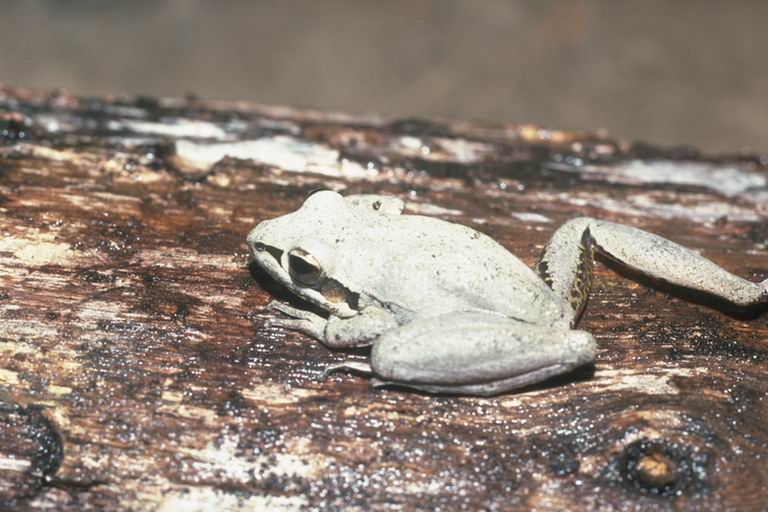
Litoria latopalmata
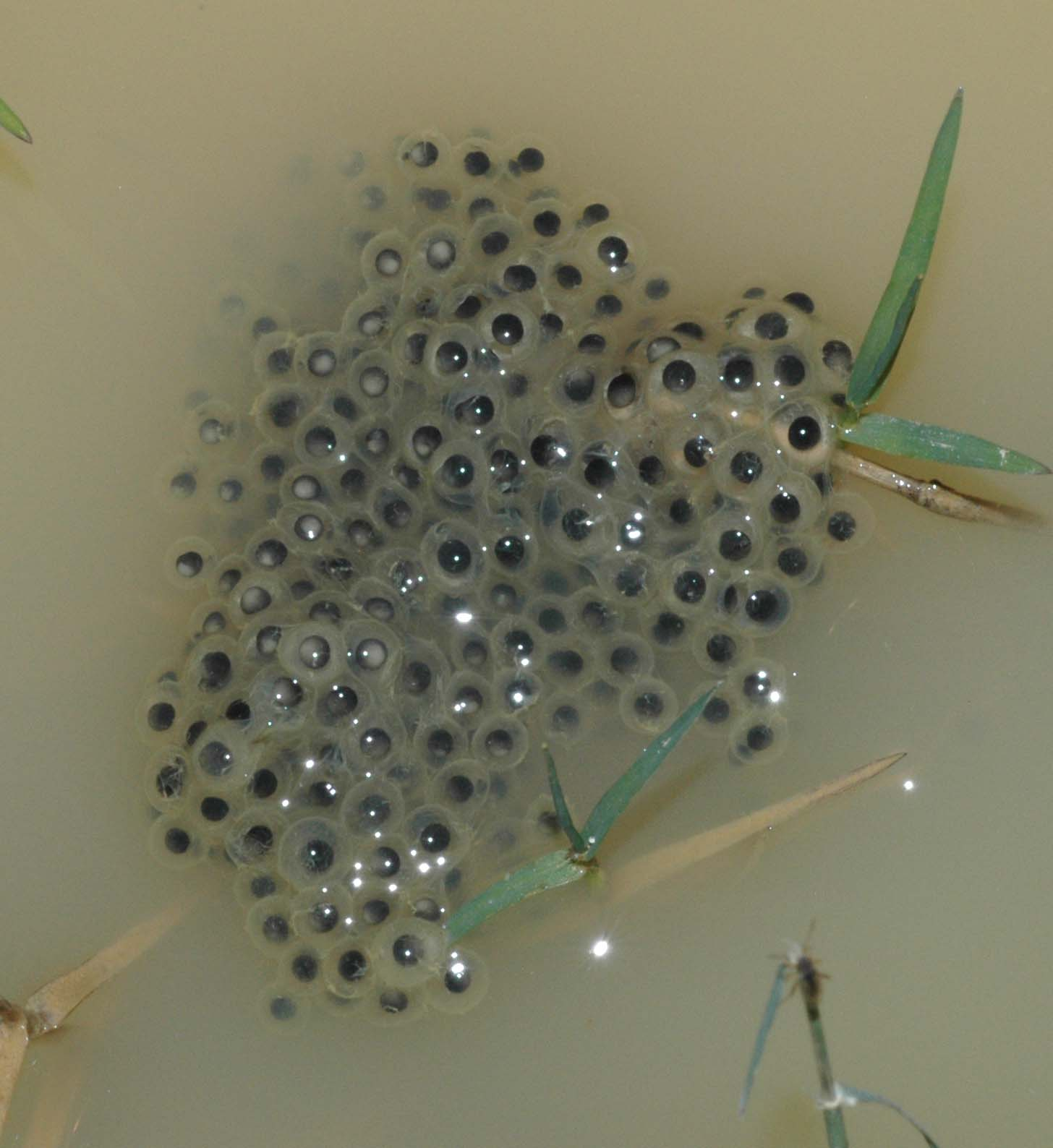
Litoria latopalmata
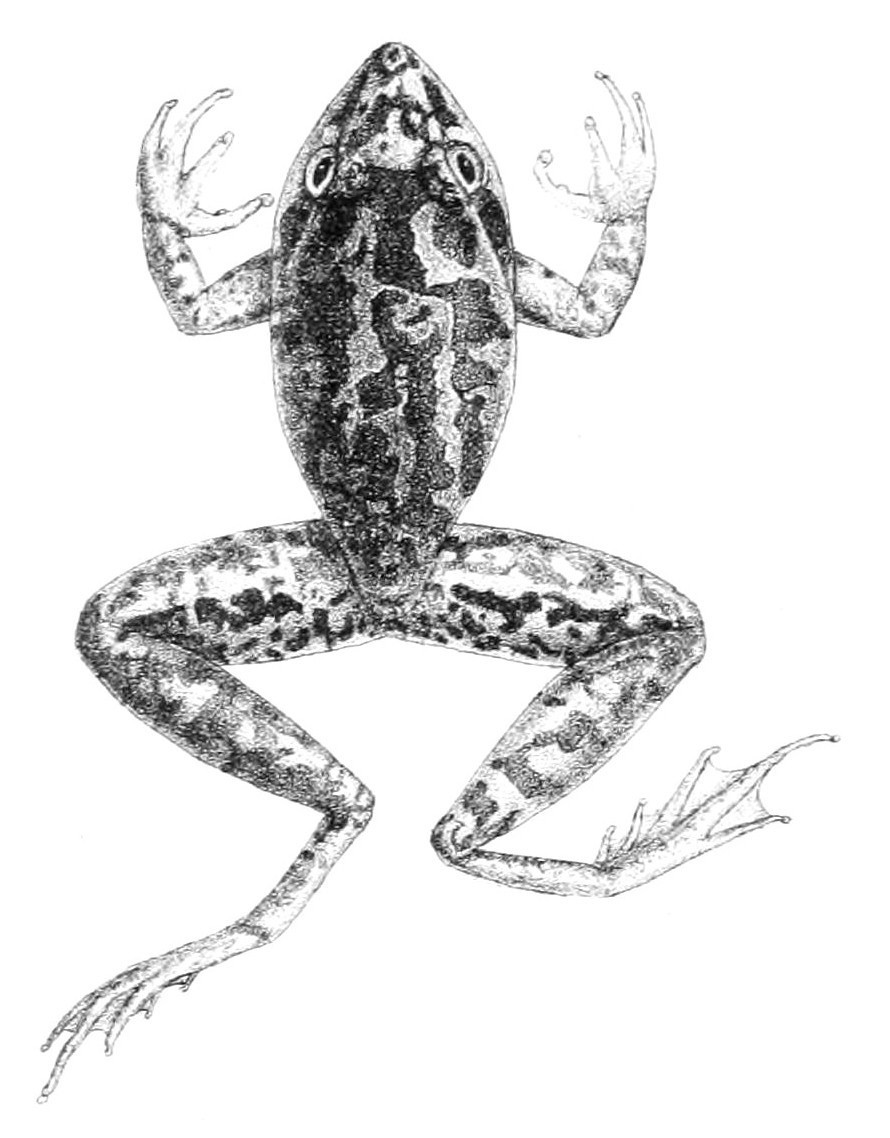
Litoria latopalmata par Mintern en 1882

## Publication originale
- Günther, 1867 : Additions to the knowledge of Australian Reptiles and Fishes. Annals and Magazine of Natural History, sér. 3, vol. 20, p. 45-68 (texte intégral).